# Laxey
Laxey (in mannese Laksaa) è un distretto rurale dell'Isola di Man situata nello sheading di Garff con 1.705 abitanti (censimento 2011).

## Storia
Il villaggio nacque intorno alle miniere di piombo e zinco aperte nel XIX secolo e attive per circa 75 anni. In passato era attiva anche una fabbrica per la lavorazione del pesce. Negli ultimi anni è cresciuta l'industria del turismo favorita anche dalla presenza di un porto costruito nel 1850.